# Stelzerjev motor
Stelzerjev motor je dvotaktni motor z opozicijsko nameščenimi bati, ki ga je predlagal Frank Stelzer. Motor ima manj gibljivih delov in je lažji za izdelavo.